# Tobes
Tobes  ist eine Parroquia in der Gemeinde Peñamellera Baja der Autonomen Region Asturien. Panes, der Verwaltungssitz der Gemeinde, ist viereinhalb Kilometer entfernt.

## Geographie
Das Parroquia mit seinen 123 Einwohnern (Stand 2011) liegt auf 113-400 m über NN. Das Parroquia umfasst die

## Weiler und Dörfer
- Bores 40 Einwohner (2011) 43° 19′ 13″ N, 4° 38′ 52″ W
- Robriguero 77 Einwohner (2011) 43° 18′ 54″ N, 4° 37′ 20″ W
- Tobes 6 Einwohner (2011)

## Feste
Viele Veranstaltungen das ganze Jahr über.

## Klima
Der Sommer ist angenehm mild, aber auch sehr feucht. Der Winter ist ebenfalls mild und nur in den Hochlagen streng.
Temperaturen im Februar 2007 3 - 9 °C
Temperaturen im August 2007 19 - 25 °C

## Sehenswürdigkeiten
- Kirche San Pedro